# Дарыма, Ондар Киш-Чалааевич
Дарыма Ондар Киш-Чалааевич (10 апреля 1934, Алдан-Маадыр, Дзун-Хемчикский хошун — 12 июня 2000) — член Союза писателей Республики Тыва, заслуженный работник культуры Республики Тыва.

## Биография
Родился в селе Алдан-Маадыр Сут-Хольского района Тувинской Народной Республики в семье арата-кочевника, тувинец. Окончил курсы подготовки комсомольских кадров при облпартшколе, позднее Кызыльское педучилище.
В 1966 году закончил педагогический факультет Кызыльского госпединститута.
Трудовую деятельность начал в 1954 г. воспитателем в Алдан-Маадырской школе.
В 1955—1956 г. был вторым секретарем Овюрского района райкома ВЛКСМ.
В следующие годы (до июля 1966 г.) работал учителем в Саглынской, Алдан-Маадырской и Суг-Аксынской школ.
Умер 12 июня 2000 года.

## Научная деятельность
В 1966 г. был принят на работу младшим научным сотрудником сектора литературы и фольклора ТНИИЯЛИ.
В 1973 г. переведен на должность старшего научного сотрудника. За время работы в ТНИИЯЛИ до 1990 г. осуществил огромный объём работы по сбору произведений устного народного творчества тувинцев, неоднократно возглавлял фольклорные экспедиции, активно участвовал в подготовке и проведении республиканских слетов сказителей и певцов.
Является автором-составителем фольклорных сборников: Участвовал в составлении «Толкового словаря общественно-политических терминов» (Кызыл, 1986).

## Труды
- Тувинские сказки. — Кызыл, 1968;
- Тевене-Моге, имеющий коня Демир-Шилги. — Кызыл, 1972;
- Арзылан-Мерген. — Кызыл, 1974;
- Сказки Баазаная.- Кызыл, 1980;
- Сказки Манная. — Кызыл, 1971;
- Боралдай, имеющий коня Бора-Шокара. — Кызыл, 1983;
- Тувинские народные загадки. — Кызыл, 1976.

## Награды и звания
Заслуженный работник культуры РТ

## Ссылка
- Ученые ТИГИ / Маргарита Петровна Татаринцева (редактор). — Кызыл : Тувинский Институт Гуманитарных Исследований, 2005. — 39 с.